# Carlos Savalla
Carlos Henrique de Abreu Savalla (São Paulo, 6 de fevereiro de 1958) é um engenheiro de som, técnico de som, pesquisador musical, colecionador de discos e produtor musical brasileiro. Trabalhou como técnico de som e produtor musical em gravação dos discos de Djavan, Erasmo Carlos, Legião Urbana, Os Paralamas do Sucesso, Pato Fu, Roupa Nova entre outros.
Trabalhou fazendo seleção de repertório (entre outros projetos) para as principais gravadoras internacionais e nacionais como Warner, Sony, Universal, Som Livre entre outras. Entre suas produções musicais, Carlos Savalla soma um total de 8 discos de Ouro, 6 discos de Platina, 3 discos de Platina Duplo e 1 disco de Platina Triplo.
É proprietário, desde 1998, do selo Savalla Records (finalista do Prêmio Profissionais da Música 2019), através do qual produziu os discos infantis “Estrelinhas” (1998), “Arco-íris” (1999), “Beija-flor” (2002), Hora de Dormir (2007) e Hora de Dormir 2 (2017) discos instrumentais “Em movimento” (2001) e “Caminho das bandeiras” (2002), ambos de Luiz Avellar entre muitos outros. Possui em seu acervo mais de 50.000 exemplares entre CDs, DVDs, Blu-Rays e LPs.
De 2012 à 2016 criou uma web rádio independente chamada Rádio Na Varanda que contava com programas de amigos como Renato Ladeira.

## Projeto Registros

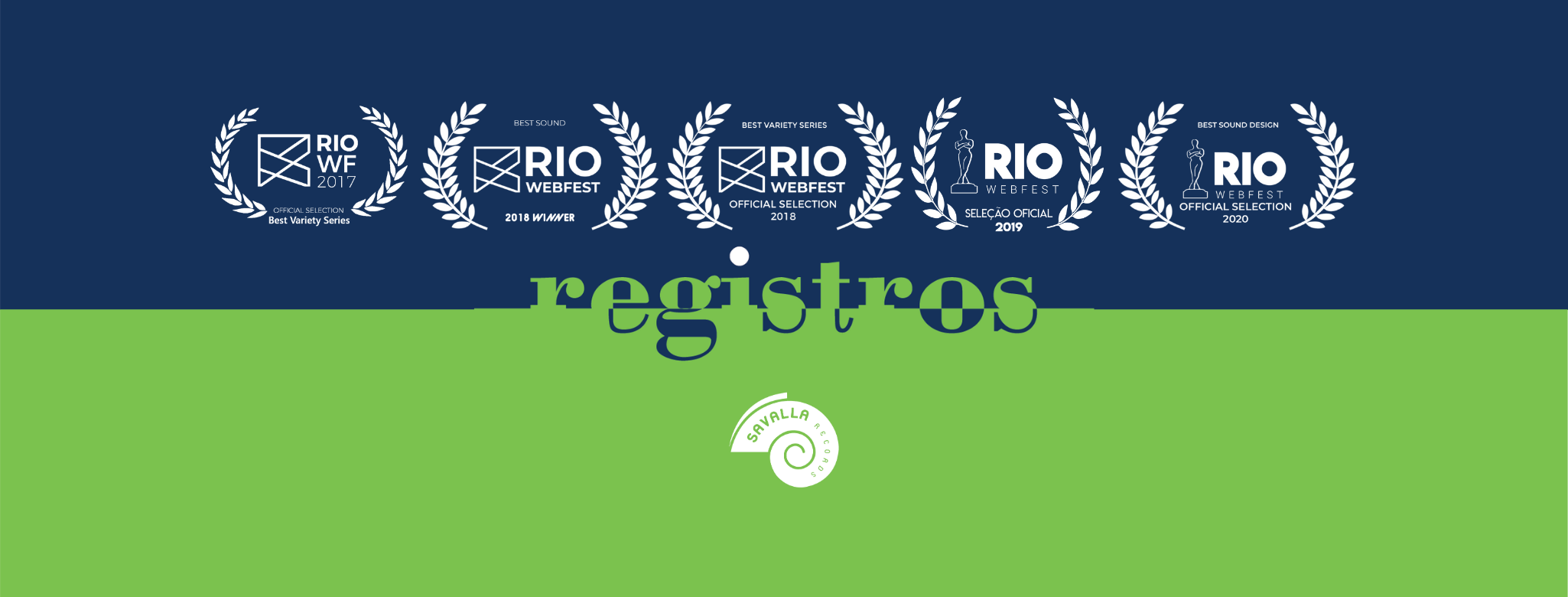
Projeto Registros

Em 2016, junto com seu filho Pablo Savalla, começou o Projeto Registros no YouTube. O projeto é dedicado a mostrar a boa música brasileira que existe longe da grande mídia, trazendo oportunidades de visualização para os artistas que não tem aonde mostrar seu trabalho. De forma independente o projeto proporciona ao artista um registro audiovisual das suas apresentações ao vivo no YouTube e em todas as plataformas digitais gratuitamente. Hoje o projeto possui mais de 140 artistas e indicações a prêmios. Carlos Savalla ganhou em 2018 o prêmio de Melhor Design de Som no Festival Internacional Rio WebFest.
- Festival Interacional Rio WebFest 2017 - Indicado a Melhor Série de Variedades
- Festival Interacional Rio WebFest 2018 - Indicado a Melhor Série de Variedades
- Festival Internacional Rio WebFest 2018 - Premiado Melhor Design de Som
- Festival Internacional Rio WebFest 2019 - Indicado Melhor Design de Som
- Prêmio Profissionais da Música 2019 - Finalista Melhor Projeto Cultural
- Festival Internacional Rio WebFest 2020 - Indicado Melhor Design de Som
- Festival Internacional Rio WebFest 2021 - Indicado Melhor Design de Som
- Festival Interacional Rio WebFest 2021 - Indicado a Melhor Série de Variedades

## Músicas & Histórias
Em 2020, durante a pandemia, Carlos Savalla começou a fazer lives em seu Instagram, convidando amigos e artistas onde juntos, contam histórias de sua longa trajetória no meio musical com o objetivo de mostrar as histórias da Música, do Áudio e da Indústria Fonográfica. Dentre esses amigos estão grandes nomes da indústria e da música brasileira como Max Pierre, John Ulhoa, João Barone, Guta Braga, Arthur Fitzgibbon, Marcelo Sussekind, Davi Moraes entre outros. As lives se transformaram em podcasts e lhe rendeu uma indicação ao Festival Internacional Rio WebFest na categoria de Melhor Podcast.

## Documentários
Em 2021, Carlos Savalla começou a participar de produção de documentários para o Sesc 24 de Maio trabalhando com som direto, mixagem e produção musical nas webséries "Moraes para sempre Moreira" com Davi Moraes (indicada ao Rio WebFest como Melhor Documentário e premiada na categoria de Melhor Design de Som) e "Aos Mestres, com Carinho" (indicada ao Rio WebFest como Melhor Série de Variedades e Melhor Design de Som) com Zé Renato.

## Produtor Musical
- Herberto Filho - Paladar (1981)
- Legião Urbana - Dois (1986) - creditado como Técnico de Som
- Paralamas Do Sucesso - Bora-Bora (1988)
- Paralamas Do Sucesso - Big Bang (1989)
- Paralamas Do Sucesso - Arquivo (1990)
- Paralamas Do Sucesso - Os Grãos (1991)
- Paralamas Do Sucesso - Paralamas 1991)
- Herbert Vianna - Ê Batumaré (1992)
- Fausto Fawcett e Falange Moulin Rouge - Básico Instinto (1993)
- Desordem Pública - Canto Popular De La Vida Y Muerte (1994)
- Professor Antena - Professor Antena (1994)
- Pato Fu - Gol De Quem? (1994)
- Paralamas Do Sucesso - Vamo Batê Lata (1995)
- Sex Beatles 2 - Mondo Passionale (1995)
- Paralamas Do Sucesso - Nove Luas (1996)
- Suínos Tesudos - Suínos Tesudos (1996)
- Manimal - Manimal (1997)
- Strauss - Mesmo Que Eu Tente Sorrir... (1997)
- Faróis Acessos - O Nome Eu Não Me Lembro (1997)
- Jamil E Uma Noites - Tanta Coisa Mudou (1997)
- Herbert Vianna - Santorini Blues (1997)
- Vários Artistas - Estrelinhas (1997)
- Luiz Avellar - Em Movimento (1998)
- Vários Artistas - Arco-Íris (1999)
- Luiz Avellar - Caminho Das Bandeiras (2001)
- Paula Dos Anjos - O Pop Pantaneiro Em Aquarelas (2003)
- Silvério Pontes - Brazilian Trumpet (2003)
- Zé Carlos Bigorna - Flute From Brazil (2003)
- Roberto Nunes & Charles da Costa - MPB Unplugged (2003)
- Luiz Avellar - Piano In Brazil (2003)
- Zé Carlos Bigorna - Sax Brazil (2003)
- Os Bigornas - Os Bigornas (2005)
- Bois de Gerião - Nunca Mais Monotonia (2006)
- Vários Artistas - Beija Flor (2007)
- Fernando Maia - Pra Lua Escutar (2007)
- Raquel Durães - Hora De Dormir (2007) - Indicado ao Grammy Latino 2008
- Luciana Pires - Deixe Com O Destino (2010)
- Raquel Durães - Hora De Dormir 2 (2017)
- Paralamas Do Sucesso - Natal dos Paralamas (2018)
- Marilia Barbosa - Em Cena (2020)
- Davi Moraes - Moraes para sempre Moreira (2021)
- Davi Moraes - Pelo Celular (2021)
- Zé Renato - Aos Mestres, Com Carinho (2021)
- Davi Moraes & Orlando Costa - A Guitarra E O Tambor - Live Session (2022)